# Sainte-Catherine-de-Fierbois
Sainte-Catherine-de-Fierbois település Franciaországban, Indre-et-Loire megyében. Lakosainak száma 760 fő (2022. január 1.). Sainte-Catherine-de-Fierbois Louans, Le Louroux, Saint-Branchs, Saint-Épain, Sainte-Maure-de-Touraine, Sorigny és Villeperdue községekkel határos.

## Népesség
A település népessége az elmúlt években az alábbi módon változott:
| Lakosok száma | 499  | 484  | 539  | 648  | 724  | 747  | 761  | 774  | 785  | 760  |
|               | 1968 | 1982 | 1990 | 2006 | 2013 | 2015 | 2017 | 2019 | 2020 | 2022 |